# Сатница Ђаковачка
Сатница Ђаковачка је насељено место и седиште општине у средишњој Славонији, Осјечко-барањска жупанија, Република Хрватска.

## Историја
До територијалне реорганизације у Хрватској налазила се у саставу бивше велике општине Ђаково.

## Становништво
На попису становништва 2011. године, општина Сатница Ђаковачка је имала 2.123 становника, од чега у самој Сатници Ђаковачкој 1.432.

## Попис1991.
На попису становништва 1991. године, насељено место Сатница Ђаковачка је имало 1.730 становника, следећег националног састава:
| Попис 1991.‍   | Попис 1991.‍  | Попис 1991.‍ | Попис 1991.‍ | Попис 1991.‍ |
| ------------- | ------------ | ----------- | ----------- | ----------- |
|               |              |             |             |             |
| Хрвати        | Хрвати       |             | 1.688       | 97,57%      |
| Срби          | Срби         |             | 16          | 0,92%       |
| Мађари        | Мађари       |             | 8           | 0,46%       |
| Југословени   | Југословени  |             | 4           | 0,23%       |
| Македонци     | Македонци    |             | 1           | 0,05%       |
| Муслимани     | Муслимани    |             | 1           | 0,05%       |
| Словенци      | Словенци     |             | 1           | 0,05%       |
| остали        | остали       |             | 2           | 0,11%       |
| неопредељени  | неопредељени |             | 2           | 0,11%       |
| непознато     | непознато    |             | 7           | 0,40%       |
| укупно: 1.730 |              |             |             |             |